# Franz Emmerich Kaspar Waldbott von Bassenheim

Wappen der Familie Waldbott von Bassenheim

Franz Emmerich Kaspar Waldbott von Bassenheim (* 1626 in Lahnstein; † 11. Juli 1683 in Speyer) war 1679 bis 1683 römisch-katholischer Bischof von Worms.

## Leben und Wirken
Franz Emmerich Kaspar stammte aus dem alten Adelsgeschlecht der Waldbott von Bassenheim. Sein Vater Damian  Waldbott von Bassenheim amtierte als kurtrierischer Oberamtmann in Lahnstein, die Mutter hieß Maria Elisa Hund von Saulheim und war die Nichte des fürstbischöflich speyerischen Oberamtmannes Johann Christoph Hund von Saulheim († 1624).

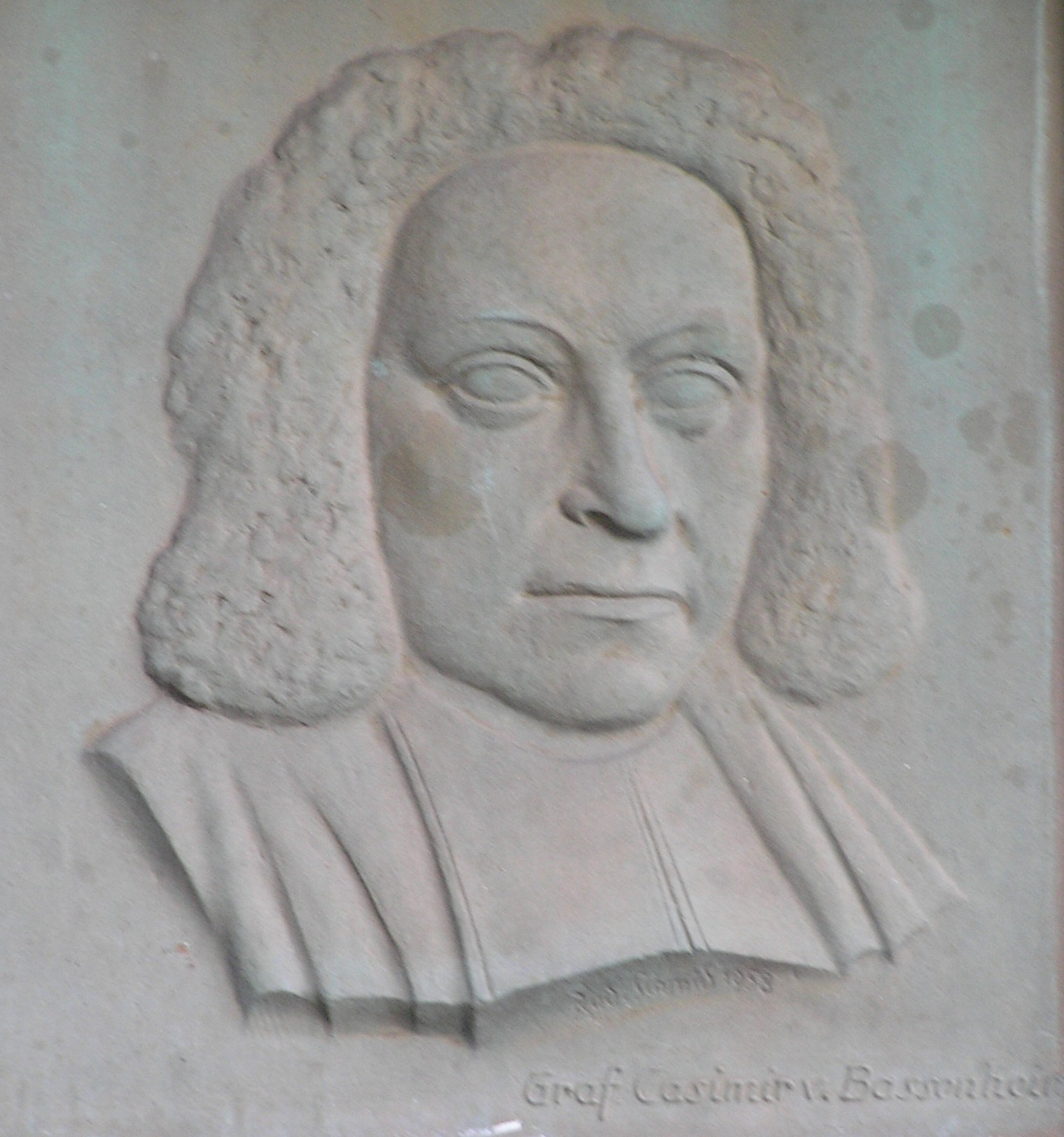
Casimir von Bassenheim, der Neffe des Bischofs

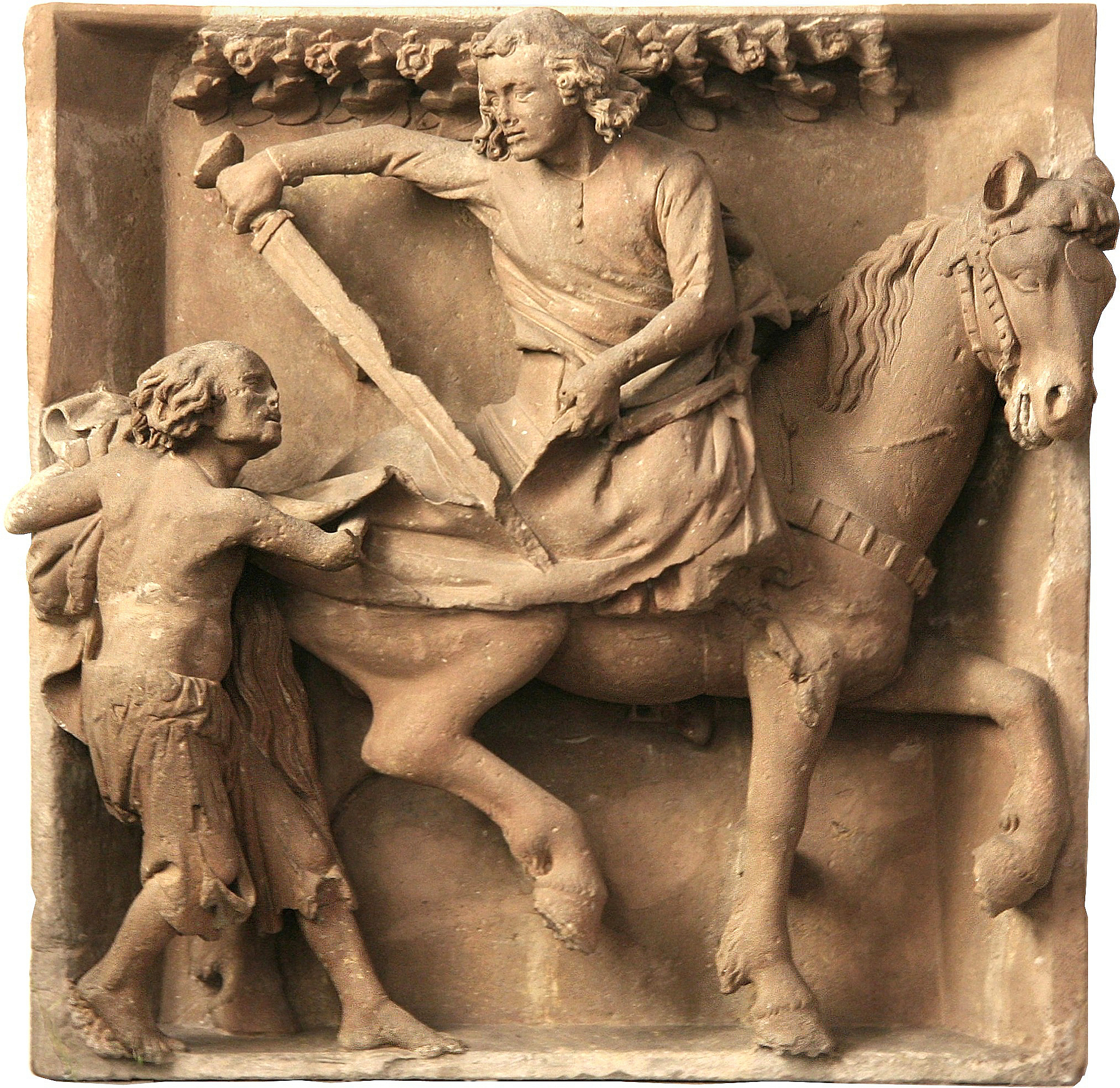
Der Bassenheimer Reiter, vom Neffen des Bischofs aus dem Mainzer Dom gerettet.

Der junge Adelige entschied sich für den geistlichen Stand. 1637 wurde er als Domkapitular in Mainz aufgeschworen und avancierte am 15. Mai 1679 zum Kustos des Mainzer Doms. Überdies bekleidete er ein Kanonikat am Stift St. Viktor vor Mainz (das damals aber schon bei St. Johannis in der Stadt angesiedelt war); in Speyer war er Domscholaster, zu Worms Dompropst.
Am 10. November 1679 wählte das Wormser Domkapitel seinen Propst Franz Emmerich Kaspar Waldbott von Bassenheim zum neuen Bischof. Mit Datum vom 26. Juni 1681 bestätigte Papst Innozenz XI. die Wahl.
Über seine Amtsführung als Oberhirte der Diözese Worms ist kaum etwas bekannt, zumal das Episkopat nur 3 ½ Jahre dauerte und er in dieser Zeit keine Bischofsweihe empfangen hatte. 
Johann Ludwig von Groote schreibt 1791 in seiner Allgemeinen Kirchengeschichte über ihn (Band 32, Seite 125): „Seine erhabenen Tugenden, christliche Frömmigkeit, und sein erbaulicher Lebenswandel bildeten ihn zu einem Kirchenprälaten, der seine Herde selbst in sehr harten Zeiten glücklich geweidet hat. Nur war seine Regierung von kurzer Dauer.“ 
Franz Emmerich Kaspar starb 1683 bei einem Aufenthalt in Speyer. Seine Leiche wurde in den Wormser Dom überführt und dort in der Bischofsgruft unter dem Ostchor beigesetzt. Das Grab wurde 1689 von den Franzosen geplündert.

## Familiäres Umfeld
Anton Waldbott von Bassenheim, der Onkel von Bischof Franz Emmerich Kaspar (Bruder seines Vaters), wirkte als Chorbischof im Erzbistum Trier.
Casimir Ferdinand Adolph Waldbott von Bassenheim (1642 bis 6. November 1729), war der Neffe von Bischof Franz Emmerich Kaspar (Sohn seines einzigen Bruders Johann Lothar). Er war ebenfalls Chorbischof in Trier sowie Domscholaster zu Mainz und brachte das berühmte Relief des Bassenheimer Reiters nach Bassenheim, das vom 1683 abgerissenen Lettner des Mainzer Domes stammt. Es ist zu vermuten, dass er das Kunstwerk durch Vermittlung seines Onkels, des Domkustos, erhalten hatte.